# Shane O'Sullivan
Shane O'Sullivan, född 1969 i Irland, är en irländsk dokumentärfilmare och författare. 
Shane O'Sullivan utbildade sig i ekonomi och socialvetenskap på Trinity College i Dublin i Irland, med en kandidatexamen 1991, och i pedagogik på University of the Arts London i London i Storbritannien, med en magisterexamen 2010. Han disputerade i filmvetenskap 2013 på University of Roehampton i London.
Han har tidigare varit lärare i dokumentärfilm på Regent's University i London och Birmingham City University och är sedan 2014 lärare i dokumentärfilm på  Kingston School of Art på Kingston University i London.

## Filmografi i urval
- Second Generation, 2000
- Lemon Crush, 2002
- RFK Must Die: The Assassination of Bobby Kennedy, 2007
- Killing Oswald, 2013
- Children of the Revolution, 2014, en dokumentärfilm om Ulrike Meinhof och Fusako Shigenobu